# 9706 Bouma
A 9706 Bouma (ideiglenes jelöléssel 3176 T-3) a Naprendszer kisbolygóövében található aszteroida. Cornelis Johannes van Houten, Ingrid van Houten-Groeneveld és Tom Gehrels fedezte fel 1977. október 16-án.